# 吳宇萱
吳宇萱 （英語：Lisbeth Wu，1998年11月30日—），台灣跨性別權益倡議者，2024年12月，吳宇萱在伴侶陪同下完成了長達11小時的性別肯定手術。在多個場合積極為跨性別者爭取權益，特別是在免除強制手術條件下變更身分證性別的議題上，發揮了關鍵作用。 

## 生平
吳宇萱自高中起便對性別議題產生興趣，在高中二年級時參加青年性別營隊，首次接觸到性別認同的概念。高三時參加開放軟體和公民駭客活動，並在SITCON，MozTW等團體協助下感受到前所未有的自由。

### 長庚大學訴訟
2017年吳宇萱在接受性別肯定激素治療期間，要求長庚大學依性別認同分配宿舍。儘管提供了醫療證明，學校仍堅持將她分配至男生宿舍。最終，吳宇萱向法院提起訴訟，並在2021年6月25日獲得勝訴，法院認為大學的做法對吳宇萱造成傷害，並指出應改善跨性別學生的住宿政策。

### 免術換證訴訟
- 2020年11月：開啟訴訟[5]
- 2021年11月：法院裁定停審，聲請釋憲[6]
- 2023年2月：釋憲程序不受理，大法官意見書指出強制手術違憲。[7]
- 2024年8月：宣判勝訴[8]